# Danijel Živković

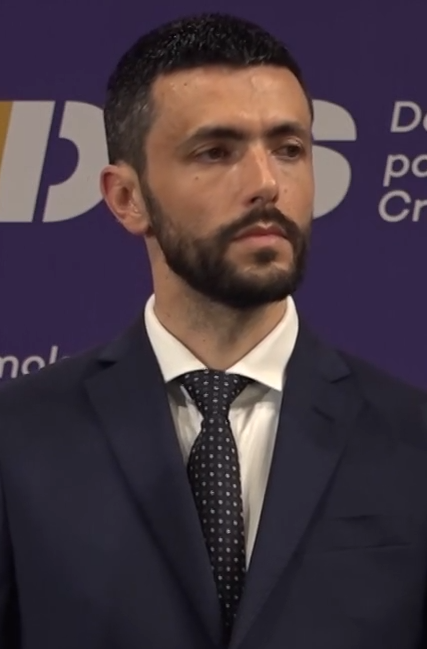
Danijel Živković (2023)

Danijel Živković (* 15. August 1987 in Pljevlja) ist ein montenegrinischer Jurist und Politiker der Demokratischen Partei der Sozialisten Montenegros (DPS), der unter anderem seit 2017 Mitglied im Parlament von Montenegro sowie seit 2023 Präsident der DPS ist.

## Leben
Danijel Živković besuchte von 2002 bis 2006 das Gymnasium und begann daraufhin ein Studium der Rechtswissenschaften an der Juristischen Fakultät der Universität Montenegro, welches er 2010 beendete. Er engagierte sich für die Demokratische Partei der Sozialisten Montenegros DPS (Demokratska Partija Socijalista Crne Gore) in Pljevlja und war unter anderem Präsident des dortigen Jugendrates der DPS. Er arbeitete zwischen dem 1. September 2011 und dem 1. September 2012 sowie erneut vom 1. Oktober 2014 bis zum 30. Juni 2017 unabhängiger Rechtsberater des Personalamtes der Gemeinde Pljevlja und war zwischenzeitlich vom 5. Januar bis zum 31. Juli 2014 juristischer Beauftragter der Rechtsabteilung des Kohlenbergwerkes Pljevlja. Er wurde 2014 Mitglied der Gemeindeversammlung von Pljevlja und dort sowohl Mitglied des Auswahl- und Ernennungsausschusses als auch Mitglied des Satzungs- und Verordnungsausschusses.
Nach dem Mandatsverzicht von Pavle Goranović wurde Živković, der auch Mitglied des Hauptvorstands der DPS von Montenegro war, am 1. Juli 2017 als Nachrücker erstmals Mitglied im Parlament von Montenegro (Skupština Crne Gore) und gehörte in der Legislaturperiode 2016 bis 2020 dem Verfassungsausschuss, dem Legislativausschuss, dem Ausschuss für das politische System, Justiz und Verwaltung als Mitglied an. Bei der Parlamentswahl am 30. August 2020 wurde er für die DPS unter Milo Đukanović wieder zum Mitglied der Skupština gewählt und fungierte in der Legislaturperiode 2020 bis 2023 als Präsident des Abgeordnetenklubs und somit als Vorsitzender der DPS-Fraktion und zugleich Mitglied des Verfassungsausschusses, des Antikorruptionsausschusses, des Ausschusses zur Überwachung und Kontrolle des Privatisierungsprozesses und des Ausschusses für das politische System, Justiz und Verwaltung sowie des Weiteren Mitglied des Parlamentarischen Ausschuss für Stabilisierung und Assoziierung POSP (Parlamentarnog odbora za stabilizaciju i pridruživanje). Als Nachfolger von Milo Đukanović übernahm er am 6. April 2023 die Funktion als Präsident der DPS. Bei der Parlamentswahl am 11. Juni 2023 wurde er als Spitzenkandidat der DPS im Wahlbündnis Zajedno! Za budućnost koja ti pripada („Gemeinsam! Für die Zukunft, die Ihnen gehört“), der neben DPS noch Socijaldemokrate Crne Gore SD, Demokratska unija Albanaca DUA sowie Liberalna partija Crne Gore LP angehören, abermals zum Mitglied im Parlament von Montenegro gewählt. Er ist weiterhin Vorsitzender der DPS-Fraktion sowie in der aktuellen Legislaturperiode Mitglied des Sicherheits- und Verteidigungsausschusses.